# The Stranglers
The Stranglers is een Britse rockgroep, ontstaan in het midden van de jaren zeventig in Guildford. Aanvankelijk noemden zij zich The Guildford Stranglers. De groep kwam op ten tijde van de punk-beweging en handhaafde zich vanaf begin jaren 80 met een eigen sound.

## Geschiedenis

### Jaren 70 en 80
Hugh Cornwell (zang, gitaar) was biologieleraar, Jet Black (drums) had een ijs- en wijndistributiebedrijf, Jean-Jacques Burnel (zang, bas) was karateka en liefhebber van Triumph-motorfietsen en Dave Greenfield (1949-2020), de opvolger van Hans Wärmling (toetsen), was al jaren semiprofessioneel muzikant.
De sound van dit viertal had zijn roots in de pubrock en de Amerikaanse rock van eind jaren zestig. Door de power van de punkbeweging aan hun geluid toe te voegen raakte hun carrière in een stroomversnelling, en in 1977 speelden ze in bijna elke Engelse zaal en braken ze ook internationaal door met de albums Rattus Norvegicus en No More Heroes. Ook het titelnummer van No More Heroes werd een internationale hit, onder meer ook in Nederland.
In de daaropvolgende jaren werd er door The Stranglers meer en meer geëxperimenteerd, met wisselend succes. Vooral The Raven en The Meninblack konden critici behagen maar het grote publiek niet. Pas in 1982 had de groep weer een hit met het sfeervolle Golden Brown, een traditionele wals in 3/4 maat, afgewisseld met frases waarbij 3 maten in 3/4 gevolgd worden door één maat in 4/4, waarvan de obscure tekst over heroïnegebruik en/of een meisje handelt. Ook nummers als Skin Deep (1984) en Always the Sun (1986) wisten het grote publiek te boeien.

### Jaren 90 en 00
In augustus 1990 hield Hugh Cornwell het voor gezien wegens artistieke meningsverschillen; hij ging solo verder en bleef de oude hits spelen. Als solo-artiest trad hij onder meer ook in Nederland op.
The Stranglers gingen verder met gitarist John Ellis (die met The Vibrators nog als voorprogramma fungeerde) en zanger Paul Roberts. In deze bezetting werd tot 2000 de wereld rond getoerd en werden, met minimaal succes, de albums Written in Red en Coup de Grace uitgebracht.
Pas in 2004 wisten The Stranglers (nu met Baz Warne in plaats van John Ellis) weer de aandacht te trekken met het album Norfolk Coast.
In juni 2006 verliet Roberts de band om zich op zijn project Soulsec te richten. De overige vier kondigden aan in september hun album Suite XVI uit te brengen. Burnel en Warne namen samen de zang voor hun rekening.

### Jaren 10 en 20
In 2011 toerden The Stranglers door Engeland met ex-Dr. Feelgood-gitarist Wilko Johnson als voorprogramma.
In 2014 vierden de Stranglers hun veertigjarig jubileum. Vanwege gezondheidsproblemen was Black inmiddels vervangen door Jim Macaulay; hij deed tot 2015 mee aan een beperkt aantal optredens en werd in 2018 getroffen door een beroerte. Black overleed op 6 december 2022.
Op 10 september 2021 verscheen hun album Dark Matters. Toetsenist Dave Greenfield is te horen op 8 van de 11 nummers. Hij overleed op 3 mei 2020 na een korte ziekenhuisopname met betrekking tot hartproblemen aan de gevolgen van het coronavirus. Dark Matters haalde de vierde plaats in de Britse albumlijst; hun hoogste notering sinds Feline in 1983 en hun eerste top tien-album sinds 1990. Ter promotie toerde de band door het Verenigd Koninkrijk en het Europese vasteland van 2021 tot oktober 2022. Greenfield werd daarbij vervangen door Toby Hounsham van Britpopband Rialto.

## Discografie

### Albums
| Album met eventuele hitnotering(en) in de Nederlandse Album Top 100 | Datum van verschijnen | Datum van binnenkomst | Hoogste positie | Aantal weken | Opmerkingen |
| ------------------------------------------------------------------- | --------------------- | --------------------- | --------------- | ------------ | ----------- |
| Rattus norvegicus                                                   | 1977                  |                       |                 |              |             |
| No more heroes                                                      | 1977                  |                       |                 |              |             |
| Black and white (met witte bonus-single)                            | 1978                  |                       |                 |              |             |
| The Raven                                                           | 1979                  |                       |                 |              |             |
| The gospel according to the meninblack                              | 1981                  |                       |                 |              |             |
| La folie                                                            | 1981                  | 20-02-1982            | 6               | 12           |             |
| Feline                                                              | 1983                  |                       |                 |              |             |
| Aural sculpture                                                     | 1984                  | 24-11-1984            | 23              | 21           |             |
| Dreamtime                                                           | 1986                  | 15-11-1986            | 37              | 7            |             |
| 10                                                                  | 1990                  |                       |                 |              |             |
| Stranglers in the night                                             | 1992                  |                       |                 |              |             |
| About time                                                          | 1995                  |                       |                 |              |             |
| Written in red                                                      | 1997                  |                       |                 |              |             |
| Coupe de grace                                                      | 1998                  |                       |                 |              |             |
| Norfolk coast                                                       | 2004                  |                       |                 |              |             |
| Suite XVI                                                           | 2006                  |                       |                 |              |             |
| Giants                                                              | 2012                  |                       |                 |              |             |
| Accoustic in Brugge                                                 | 2012                  |                       |                 |              |             |
| Dark Matters                                                        | 2021                  |                       |                 |              |             |

### Singles
| Single met eventuele hitnotering(en) in de Nederlandse Top 40 | Datum van verschijnen | Datum van binnenkomst | Hoogste positie | Aantal weken | Opmerkingen                                           |
| ------------------------------------------------------------- | --------------------- | --------------------- | --------------- | ------------ | ----------------------------------------------------- |
| Something better change                                       | 1977                  | 15-10-1977            | 32              | 4            | #29 in de Nationale Hitparade                         |
| No more heroes                                                | 1978                  | 14-01-1978            | 29              | 5            | #25 in de Nationale Hitparade                         |
| Golden brown                                                  | 1981                  | 13-02-1982            | 8               | 8            | #10 in de Nationale Hitparade / #7 in de TROS Top 50  |
| Skin deep                                                     | 1984                  | 24-11-1984            | 27              | 5            | #21 in de Nationale Hitparade / #25 in de TROS Top 50 |
| No mercy                                                      | 1985                  | 02-02-1985            | 27              | 6            | #32 in de Nationale Hitparade / #30 in de TROS Top 50 |
| Always the sun                                                | 1986                  | 06-12-1986            | 35              | 3            | #42 in de Nationale Hitparade                         |
| Heaven or hell                                                | 1992                  | 12-09-1992            | tip 16          | -            | #77 in de Nationale Top 100                           |

### NPO Radio 2 Top 2000
| Nummers met noteringen in de NPO Radio 2 Top 2000 | '99 | '00  | '01  | '02 | '03  | '04  | '05  | '06  | '07  | '08  | '09  | '10  | '11  | '12  | '13  | '14 | '15 | '16 | '17 | '18 | '19 | '20 | '21 | '22 | '23 | '24 |
| ------------------------------------------------- | --- | ---- | ---- | --- | ---- | ---- | ---- | ---- | ---- | ---- | ---- | ---- | ---- | ---- | ---- | --- | --- | --- | --- | --- | --- | --- | --- | --- | --- | --- |
| Golden Brown                                      | 422 | 390  | 452  | 425 | 404  | 382  | 463  | 386  | 430  | 405  | 454  | 467  | 441  | 430  | 335  | 457 | 434 | 580 | 514 | 462 | 465 | 471 | 468 | 484 | 505 | 490 |
| No More Heroes                                    | -   | 1185 | 1137 | 894 | 1243 | 1220 | 1673 | 1431 | 1879 | 1459 | 1806 | 1908 | 1796 | 1806 | 1661 | -   | -   | -   | -   | -   | -   | -   | -   | -   | -   | -   |

1. ↑  Een '-' betekent dat het nummer niet was genoteerd en een vetgedrukt getal geeft de hoogste notering van een nummer aan.

## Gebruik in de media
- Het nummer Peaches uit 1977 werd in 2002 gebruikt door Adidas in haar reclames.
  - Het nummer werd gebruikt als begintune voor het programma Sportweekend.
  - Het computerspel Driver: Parallel Lines gebruikt dit liedje.
  - Het nummer werd ook gebruikt als herkenningsmelodie van Keith Floyd, een van de eerste Engelse televisie-koks.
- Het nummer No more heroes uit 1977 werd in 2003 en 2004 door internetprovider Wanadoo gebruikt in haar reclames.
- Het nummer Golden Brown uit 1981 werd in 2000 in de film Snatch gebruikt en in 2015 in de film Ventoux.